# Viviana Moraes Barreto
Viviana Moraes Barreto (17 de junio de 1982) es una deportista venezolana, natural de El Tigre estado Anzoategui, que compitió en natación adaptada, especialista en 200 m estilo libre, 100 m estilo pecho y 100 m estilo dorso. 
A nivel continental, participó en los Juegos Parapanamericanos de 2011 en Guadalajara, donde alcanzó la medalla de bronce en los 100 m estilo pecho de la categoría SB14; mientras que ha representado a su país en varios campeonatos nacionales e internacionales donde ha ganado varias preseas.